# Bombardeio de Ancona
O Bombardeio de Ancona foi uma operação naval realizada pela Marinha Austro-Húngara durante a Campanha do Adriático na Primeira Guerra Mundial. A ação ocorreu entre os dias 23 e 24 de maio de 1915, logo depois da declaração de guerra da Itália contra a Áustria-Hungria, e envolveu o bombardeamento de instalações portuárias e militares do litoral da província de Ancona com o objetivo de retardar a implementação do Exército Real Italiano ao longo da fronteira austro-húngara.

## Antecedentes
Alemanha, Áustria-Hungria e Itália tinham assinado a Tríplice Aliança em 1882, renovando-a periodicamente nos anos de 1887, 1902, 1907 e 1912. O acordo ditava que alemães e austro-húngaros ajudariam italianos caso estes fossem atacados pela França, enquanto a Itália ajudaria a Alemanha caso esta também fosse atacada pelos franceses. No caso de uma guerra entre Áustria-Hungria e Rússia, italianos prometiam permanecer neutros. Paralela e secretamente, a Itália chegou a um acordo com a França de que ambos permaneceriam neutros caso o outro fosse atacado.
A Primeira Guerra Mundial começou em 1914 e a Itália declarou neutralidade. Porém, os dois lados começaram a negociar com os italianos por sua entrada no conflito. Os membros da Tríplice Entente conseguiram convencer a Itália a entrar na guerra do seu lado ao prometerem, entre outras coisas, grandes pedaços do território austro-húngaro como recompensa. A Itália assinou o Tratado de Londres em abril de 1915 e renunciou formalmente sua aliança com a Alemanha e Áustria-Hungria no início de maio, avisando a alemães e austro-húngaros que sua entrada na guerra era iminente.

## Ação
A Marinha Austro-Húngara começou a se preparar para um possível ataque italiano logo depois da assinatura do Tratado de Londres. Em 20 de maio, o imperador Francisco José I autorizou o vice-almirante Anton Haus, o Comandante da Marinha, a atacar qualquer navio italiano que se aproximasse de comboios austro-húngaros. Ao mesmo tempo, a força principal em Pola se preparou para um ataque assim que a declaração de guerra da Itália chegasse.
A declaração de guerra ocorreu em 23 de maio e a notícia chegou em Pola à tarde. A frota austro-húngara partiu de sua base logo depois do pôr do sol, seguindo em direção ao litoral italiano. A cidade de Ancona foi escolhida como o alvo principal porque era a segunda maior cidade italiana no Mar Adriático depois de Veneza, porém era mais próxima de Pola e mais desprotegida. Os contratorpedeiros e a maioria dos cruzadores foram destacados durante o caminho para realizarem o reconhecimento do mar à frente. Ao se aproximarem da costa, Haus destacou os pré-dreadnoughts SMS Radetzky e SMS Zrínyi, junto com dois barcos torpedeiros cada, mas manteve o resto de seus navios juntos.
Haus liderou o ataque pessoalmente a bordo do antigo pré-dreadnought SMS Habsburg, não querendo arriscar liderar os modernos couraçados da Classe Tegetthoff na vanguarda da ação. O Zrínyi e seus torpedeiros atacaram instalações ferroviárias em Senigália, o Radetzky e seus torpedeiros atacaram a ferrovia perto do foz do rio Potenza, o cruzador blindado SMS Sankt Georg e dois torpedeiros bombardearam Rimini, e o cruzador SMS Novara junto com um contratorpedeiro e quatro torpedeiros a base naval em Porto Corsini. Os navios que tinham partido na missão de reconhecimento atacaram Barletta, Termoli, Campomarino, Manfredônia e Pelagosa.
A força principal austro-húngara, composta pelos couraçados SMS Viribus Unitis, SMS Tegetthoff e SMS Prinz Eugen, os pré-dreadnoughts Habsburg, SMS Erzherzog Franz Ferdinand, SMS Erzherzog Karl, SMS Erzherzog Friedrich, SMS Erzherzog Ferdinand Max, SMS Árpád e SMS Babenberg, quatro contratorpedeiros e vinte torpedeiros, atacaram as instalações portuárias e militares em Ancona. Durante a ação, eles não enfrentaram resistência. Toda a frota retornou em segurança para Pola no final do dia.

## Consequências
O objetivo do ataque foi principalmente retardar o Exército Real Italiano de implementar suas forças ao longo da fronteira com a Áustria-Hungria. Nisto, o ataque surpresa foi bem sucedido, retardando por duas semanas a implementação de forças italianas nos Alpes. Isto concedeu tempo precioso para Áustria-Hungria fortalecer sua fronteira com a Itália e mover algumas de suas forças dos frontes oriental e balcânico. O bombardeio também derrubou a moral militar e pública italiana.
O ataque em si danificou seriamente a infraestrutura da região litorânea de Ancona. O pátio ferroviário e instalações portuárias da cidade foram destruídos, enquanto baterias de defesa costeira foram desabilitadas. Vários molhes, armazéns, tanques de combustível, estações de rádio e depósitos de carvão e combustível foram incendiados, com linhas elétricas, telefônicas e de gás sendo cortadas. Dentro da própria cidade de Ancona, foram seriamente danificados o quartel-general da polícia, alojamentos militares, hospital militar, refinaria de açúcar e escritórios do Banco da Itália. Trinta soldados e 38 civis italianos foram mortos, com outros 150 sendo feridos no ataque.